# Darrell Hammond

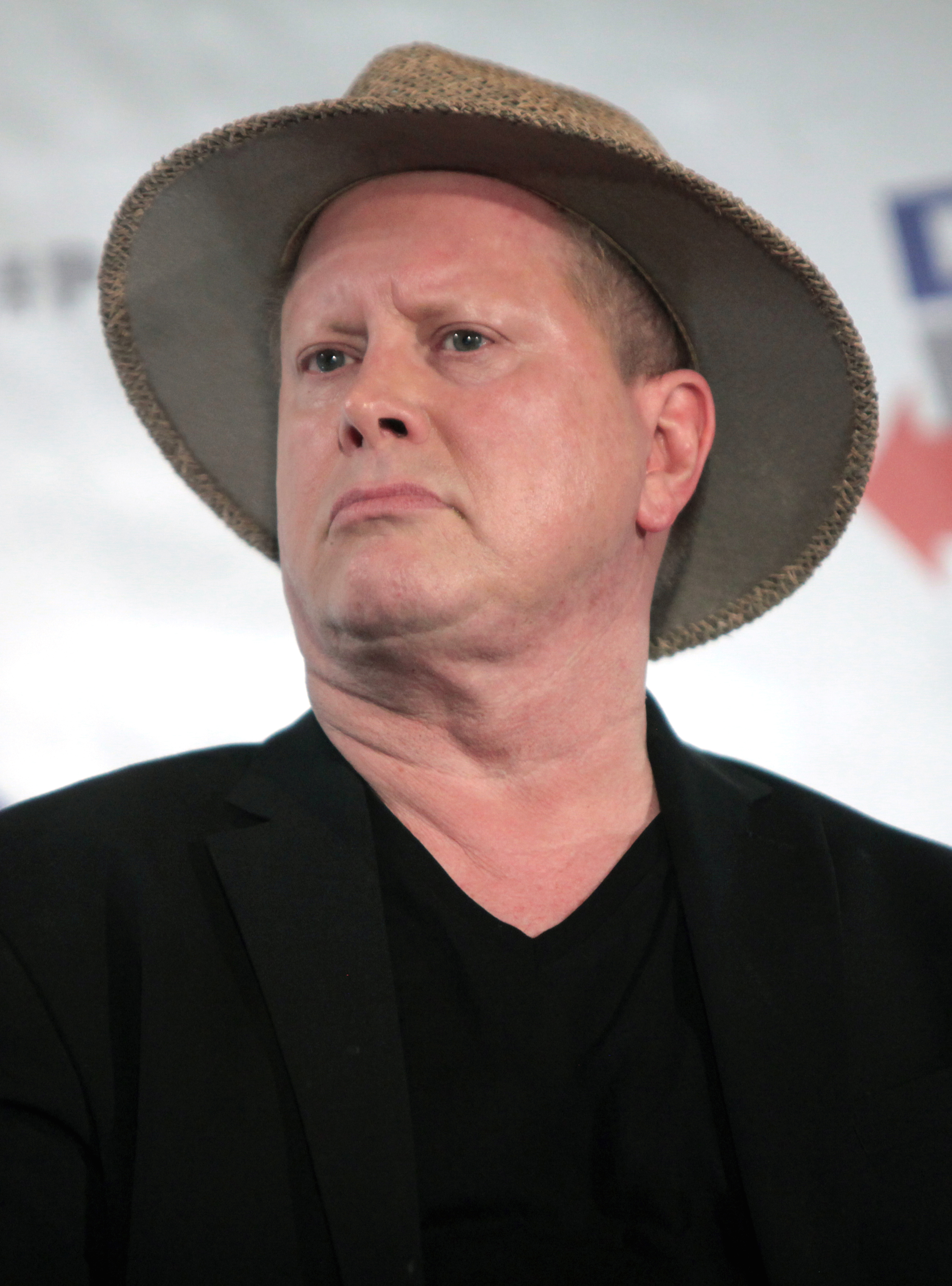
Darrell Hammond (2016)

Darrell Clayton Hammond (* 8. Oktober 1955 in Melbourne, Florida) ist ein US-amerikanischer Schauspieler, Comedian und Imitator. Bekanntheit erlangte er vor allem als langjähriges Mitglied der Comedy-Serie Saturday Night Live.

## Leben und Comedy-Karriere
Darrell Hammond wurde als Sohn von Max und Margaret Hammond in Melbourne, im US-Bundesstaat Florida, geboren. Er litt in seiner Kindheit an Missbrauch seitens der Mutter, während der Vater nach seinen Erlebnissen im Zweiten Weltkrieg stark alkoholabhängig und gewalttätig war. Hammond meint, dass sein Imitationstalent das einzige war, was seine Mutter mochte.
Nach der Highschool besuchte Hammond das Brevard Community College, parallel dazu war er im Baseball aktiv. Später schrieb er sich an der University of Florida ein, die er 1978 erfolgreich abschloss. Danach zog es ihn nach New York City, wo er neben seiner Tätigkeit als Kellner auch am HB Studio, in Theaterproduktionen und mit 26 auch in einem Comedy-Club, Beschäftigung fand. Nach seiner Rückkehr nach Florida, war Hammond zunächst als Off-Sprecher im Raum von Orlando engagiert.
1995 wurde Hammond ein reguläres Mitglied der Comedy-Show Saturday Night Live, in der er bis 2009 auftrat und über 100 Persönlichkeiten und Prominente aus den USA imitierte bzw. parodierte. Bis 2017 war er das bis dahin längste Besetzungsmitglied in der Geschichte der Show, bis er von Kenan Thompson abgelöst wurde. Insgesamt soll Hammond 107 Persönlichkeiten imitiert haben. Am bekanntesten ist die von Bill Clinton. Dazu kommen etwa auch Al Gore, Donald Trump, John McCain, Regis Philbin, Dick Cheney, Phil Donahue, Phil McGraw, John Travolta, Jesse Jackson oder Sean Connery. Auch Don Pardo, dem damaligen Präsentator der Show, ahmte er nach und konnte ihn so auch vertreten, falls dieser verhindert war. Während des Wahlkampfes zur US-Präsidentschaft 2000 schaute sich das Wahlkampfteam von Al Gore bewusst Hammonds Imitation desselben an, um zu verstehen, weshalb er bei den Zuschauern einen negativen Eindruck hinterließ.
Nach 14 Jahren bei SNL verließ Hammond 2009 die Show. Er war das letzte Besetzungsmitglied, welches seit den 1990er-Jahren dabei war. 2014 übernahm er dann jedoch die Rolle des Präsentators, die Don Pardo bis zu seinem Tod im August innehatte. In dieser Funktion ist Hammond bis heute aktiv. Seitdem ist er auch wieder regelmäßig in seinen Clinton- und Trumpimitationen zu sehen. Während des Präsidentschaftswahlkampfes 2016 zog es Hammond wieder nach New York, da er davon ausging, Trump wieder regelmäßig zu parodieren. Man folgte allerdings der Entscheidung mit Alec Baldwin zu gehen, der nach Ansicht von Lorne Michaels Trump zu dieser Zeit besser einfing und schließlich auch mit dem Emmy ausgezeichnet wurde.

## Schauspiel und andere Tätigkeiten
Neben seiner Comedy-Karriere ist Hammond auch hin und wieder in Film und Fernsehen aktiv. So trat er etwa in Serien wie Hinterm Mond gleich links, Law and Order: New York, Criminal Intent – Verbrechen im Visier, Las Vegas, Unbreakable Kimmy Schmidt oder Criminal Minds auf. 2009 spielte er als The Deacon eine Nebenrolle in der Serie Damages – Im Netz der Macht. Filmauftritte verbuchte Hammond etwa mit Agent Cody Banks, Ein verrückter Tag in New York sowie mit Scary Movie 3 und Scary Movie 5. 
Anfang 2015 war Hammond das Werbegesicht der Fast-Food-Kette Kentucky Fried Chicken, bis ihn Norm MacDonald im August ablöste. Zuvor war er neben Eli Manning und Peyton Manning mit seiner Trump-Imitation das Gesicht Oreo-Kekswerbung. Gelegentlich tritt Hammond auch am Theater auf.

## Persönliches
Am 9. Mai 1990 heiratete Hammond seine Frau Elizabeth. Sie ließen sich schon Anfang der 90er-Jahre wieder scheiden, heirateten 1997 erneut und ließen sich 2012 abermals scheiden. 1998 wurde die gemeinsame Tochter Mia geboren. 
Seit 2017 lebt Hammond in Los Angeles.

## Filmografie (Auswahl)
- 1995–2011: Saturday Night Live (Fernsehshow, 276 Episoden)
- 1996: Das große Basketball-Kidnapping (Celtic Pride)
- 1998: Blues Brothers 2000
- 1999: Der König und ich (The King and I, Stimme)
- 2000: Hinterm Mond gleich links (3rd Rock from the Sun, Fernsehserie, 6x05)
- 2001: Law & Order: Special Victims Unit (Fernsehserie, Episode 2x16)
- 2001: Primetime Glick (Fernsehserie, Episode 1x09)
- 2003: Agent Cody Banks
- 2003: Scary Movie 3
- 2003: Der Teufel und Daniel Webster (The Devil and Daniel Webster)
- 2004: Ein verrückter Tag in New York (New York Minute)
- 2005: Criminal Intent – Verbrechen im Visier (Criminal Intent, Fernsehserie, Episode 4x20)
- 2005: Starved (Fernsehserie, Episode 1x04)
- 2005: Las Vegas (Fernsehserie, Episode 3x03)
- 2006: Kiss Me Again
- 2006: Living High – Was für ein Trip! (Living High)
- 2006: Ira & Abby
- 2007: Fantastic Movie
- 2007: Neverbeast Incorporated
- 2008: Wieners
- 2009: Damages – Im Netz der Macht (Damages, Fernsehserie, 7 Episoden)
- 2010–2012: Are We There Yet? (Fernsehserie, 6 Episoden)
- 2012: BuzzKill
- 2012: Die Natur ruft! (Nature Calls)
- 2013: Scary Movie 5
- 2014: Deadbeat (Fernsehserie, Episode 1x03)
- 2016: Unbreakable Kimmy Schmidt (Fernsehserie, Episode 2x01)
- 2016: Brad Neely’s Harg Nallin’ Sclopio Peepio (Fernsehserie, 10 Episoden)
- 2017: Criminal Minds (Fernsehserie, Episode 13x06)
- 2018: Sharknado 6: The Last One (The Last Sharknado: It’s About Time, Fernsehfilm)
- 2018: Dream Corp LLC (Fernsehserie, Episode 2x06)
- 2019: Bizaardvark (Fernsehserie, 2 Episoden)
- 2021: What If…? (Fernsehserie, Episode 1x01, Stimme)